# Jorge Ricardo
Jorge Antonio Ricardo (Río de Janeiro, 30 de septiembre de 1961) es un jockey nacido en Brasil, que se desempeñó principalmente en Argentina y ahora lo hace en Brasil. Es dueño del récord de mayor cantidad de carreras ganadas en la historia del turf mundial, con 13.316 victorias al 15.09.24

## Biografía
Comenzó su carrera a los 16 años en el Hipódromo de la Gavea, Río de Janeiro. El 16 de noviembre de 1976, día de su debut, consigue su primer triunfo conduciendo a Taim, caballo entrenado por Antonio Ricardo, su padre.
Compitió en Brasil hasta 2006, ganando más de 9.000 carreras (incluso los Grandes Premios Brasil (G1) y São Paulo (G1)) y conquistando 29 estadísticas anuales, 26 en Brasil y 4 en Argentina, la última en 2012.
Ha ganado en 5 oportunidades la prueba más importante del turf sudamericano, el Gran Premio Latinoamericano. También ha ganado más de 160 clásicos de Grupo 1 de la escala internacional.
El mejor caballo que ha corrido fue Much Better, según su propia opinión.
En la temporada 1992/93 bate el récord brasileño de carrera ganadas en un año logrando 477 victorias.
En junio de 2006 se radicó en Argentina, convirtiéndose en uno de los jockeys líderes de Palermo, San Isidro y La Plata.
En el Hipódromo de Palermo, Jorge Ricardo consiguió su triunfo número 9.981 el 29 de diciembre de 2007, sobrepasando al jockey canadiense Russell Baze.
El 9 de enero de 2008 es el primer jockey en la historia en alcanzar la increíble cifra de 10.000 victorias.
En la temporada 2008 volvió a batir por segundo año consecutivo el récord argentino de carreras ganadas en un año con 467 victorias.
En 2009 estuvo en tratamiento y perdió 219 días y Baze volvió temporalmente al primer puesto.
El 26 de mayo de 2013 logra otro récord mundial: es el primer jockey en alcanzar los 12.000 triunfos.
Desde septiembre de 2013 y hasta inicios del año siguiente estuvo inactivo a raíz de una rodada, volviendo a ser superado por Baze que en diciembre de 2013 contaba con 12.118 victorias contra 12.101 de Ricardo. El 10 de enero de 2014 regresó a la actividad en el Hipódromo de Palermo obteniendo una victoria.
El 7 de febrero de 2018 alcanzó el récord mundial de carreras ganadas, al ganar el Premio Queen Of Tiem en el hipódromo de San Isidro, con el caballo Hope Glory. De esta manera alcanzaba las 12.845 victorias oficiales, contra las 12.844 del ya retirado Russell Baze.
El 29 de mayo de 2019 participó, con el ejemplar Vacation Seattle, de una cuádruple rodada en la pista de arena del hipódromo de San Isidro, sufriendo la pérdida momentánea del conocimiento así como traumatismos en el rostro, la columna y la región torácica.
Los estudios en ese momento arrojaban el peor panorama. Jorge Ricardo se había fracturado 7 vértebras de la columna, lo que hacía difícil su vuelta a la segunda pistas.
Luego de 137 días de recuperación, volvió a las pistas en el bosque platense para lograr un 2.º puesto con “Girl Válido” procedente de los pagos Dolorenses. El 25 de septiembre de 2020 alcanzó las 13 000 victorias.